# دونالد ماكميلان
دونالد ماكميلان هو سياسي كندي، ولد في 1807، وتوفي في 15 يوليو 1876. نشط حزبياً في حزب كندا المحافظ. وقد انتخب عضو مجلس العموم الكندي.